# Saint-Gervais-les-Bains
Saint-Gervais-les-Bains és un municipi francès del departament de l'Alta Savoia, situat a la regió Alvèrnia-Roine-Alps. En el seu municipi hi ha el Mont Blanc, per bé que com que hi ha problemes amb la delimitació, no és clar que el seu terme arribi fins al cim. Compta amb un clima alpí, amb canvis bruscos del temps.
És un centre turístic des de la construcció de diversos telefèrics durant la dècada dels anys 1930 que va permetre obrir extensos dominis esquiables, però ja d'abans hi havia diversos centres termals i de repòs. També compta amb el Tramvia del Mont Blanc, que surt des del nucli de Le Fayet i puja fins a 2.400 metres d'altitud.
La glacera Tête Rousse i concretament un llac subterrani que hi ha sota van originar una inundació el 1892 i van posar el poble en perill el 2010.

## Agermanaments
- Waldbronn (Alemanya)
- Rochefort (Bèlgica)
- Morges (Suïssa)